# Jan Wojsławski
Jan Wojsławski lub Jan Woysławski herbu Junosza (ur. ok. 1480, zm. 30 listopada 1549) – ksiądz, kanonik warszawski i płocki, proboszcz łomżyński.
Był budowniczym kościoła farnego pw. św. Michała Archanioła i Jana Chrzciciela (od 1925 roku - katedra). Od 1519 roku był proboszczem ustanowionej przy nim parafii. Funkcję tę sprawował do końca swego życia. W 1523 książę mazowiecki Janusz III nadał mu majątek Chrzęsne. Piastował również stanowisko pisarza ziemskiego łomżyńskiego. W latach 1547–1548 dzierżawił starostwo łomżyńskie i wiskie.
Został pochowany w krypcie centralnej prezbiterium katedry. Jego płyta nagrobna znajduje się na pierwszym filarze kościoła.
W 2005 roku podczas remontu kościoła odnaleziono w prezbiterium szczątki ok. 150 osób wśród których znajdował się także szkielet księdza Wojsławskiego. W listopadzie 2007 roku zaprezentowano odtworzoną na podstawie czaszki twarz księdza.